# Grégory Malicki
Grégory Malicki est un footballeur français né le 23 novembre 1973 à Thiais.

## Biographie
Il débute avec les Chamois niortais en 1995 en 2e division. Il y passe quatre saisons remarquées avant de partir pour Rennes en 1999. Il atterrit en Bretagne dans un rôle de doublure de Christophe Revault. Après une saison où il ne joue que 9 matchs en tant que titulaire. C'est donc un échec, malgré sa participation au match de prestige de Coupe Intertoto contre l'un des plus grands clubs italiens : la Juventus de Turin. Il retourne en D2 pendant deux saisons, d'abord à l'US Créteil, puis à Châteauroux. Dans le Berry, il dispute une saison pleine, où il dispute 36 rencontres comme titulaire. 
En 2001 il rejoint le LOSC, à la demande de Claude Puel, où il est la doublure de Grégory Wimbée puis de Tony Sylva. Bien que remplaçant, il est l'un des relais de Claude Puel dans le vestiaire lillois. Lors de la saison 2006-2007, il remplace Sylva blessé et participe à la victoire lilloise à San Siro contre le Milan AC en Ligue des champions. Après seulement 33 rencontres jouées sous le maillot des Dogues au cours des saisons précédentes, lors de la saison 2008-2009, il est titulaire dans le but lillois malgré l'arrivée du jeune espoir Ludovic Butelle, mais se fait écarter par l’entraîneur Rudi Garcia à 4 journées de la fin de la saison. 
En fin de saison, le club et le joueur se mettent d'accord afin de résilier le contrat. Malicki signe alors à Dijon pour deux saisons. Il n'y reste qu'un an avant de signer pour deux ans au Angers SCO.
Le jeudi 8 mai 2014, le SCO Angers décide de résilier son contrat avant son échéance le 30 juin 2014. Un temps annoncé du côté du Havre, il ne trouve finalement pas de point de chute pour la saison 2014-2015.

## Carrière
| Saison                | Club                  | Championnat           | Championnat | Championnat | Coupe(s) nationale(s) | Coupe(s) nationale(s) | Compétition(s) continentale(s) | Compétition(s) continentale(s) | Compétition(s) continentale(s) | Total | Total |
| Saison                | Club                  | Division              | M.          | B.          | M.                    | B.                    | Comp.                          | M.                             | B.                             | M.    | B.    |
| 1995-1996             | Chamois niortais      | Division 2            | 16          | 0           | 2                     | 0                     | -                              | -                              | -                              | 18    | 0     |
| 1996-1997             | Chamois niortais      | Division 2            | 41          | 0           | 2                     | 0                     | -                              | -                              | -                              | 43    | 0     |
| 1997-1998             | Chamois niortais      | Division 2            | 41          | 0           | 3                     | 0                     | -                              | -                              | -                              | 44    | 0     |
| 1998-1999             | Chamois niortais      | Division 2            | 36          | 0           | 3                     | 0                     | -                              | -                              | -                              | 39    | 0     |
| Sous-total            | Sous-total            | Sous-total            | 134         | 0           | 10                    | 0                     | -                              | -                              | -                              | 144   | 0     |
| 1999-2000             | Stade rennais         | Division 1            | 9           | 0           | -                     | -                     | IT                             | 6                              | 0                              | 15    | 0     |
| Sous-total            | Sous-total            | Sous-total            | 9           | 0           | -                     | -                     | -                              | 6                              | 0                              | 15    | 0     |
| 1999-2000             | US Créteil (prêt)     | Division 2            | 16          | 0           | 1                     | 0                     | -                              | -                              | -                              | 17    | 0     |
| Sous-total            | Sous-total            | Sous-total            | 16          | 0           | 1                     | 0                     | -                              | -                              | -                              | 17    | 0     |
| 2000-2001             | LB Châteauroux (prêt) | Division 2            | 36          | 0           | -                     | -                     | -                              | -                              | -                              | 36    | 0     |
| Sous-total            | Sous-total            | Sous-total            | 36          | 0           | -                     | -                     | -                              | -                              | -                              | 36    | 0     |
| 2001-2002             | Lille OSC             | Division 1            | 2           | 0           | 1                     | 0                     | -                              | -                              | -                              | 3     | 0     |
| 2002-2003             | Lille OSC             | Ligue 1               | 8           | 0           | 2                     | 0                     | -                              | -                              | -                              | 10    | 0     |
| 2003-2004             | Lille OSC             | Ligue 1               | 4           | 0           | 2                     | 0                     | -                              | -                              | -                              | 6     | 0     |
| 2004-2005             | Lille OSC             | Ligue 1               | 1           | 0           | 4                     | 0                     | -                              | -                              | -                              | 5     | 0     |
| 2005-2006             | Lille OSC             | Ligue 1               | 6           | 0           | 6                     | 0                     | C3                             | 1                              | 0                              | 13    | 0     |
| 2006-2007             | Lille OSC             | Ligue 1               | 6           | 0           | 5                     | 0                     | C1                             | 2                              | 0                              | 13    | 0     |
| 2007-2008             | Lille OSC             | Ligue 1               | 8           | 0           | 3                     | 0                     | -                              | -                              | -                              | 11    | 0     |
| 2008-2009             | Lille OSC             | Ligue 1               | 34          | 0           | -                     | -                     | -                              | -                              | -                              | 34    | 0     |
| Sous-total            | Sous-total            | Sous-total            | 69          | 0           | 23                    | 0                     | -                              | 3                              | 0                              | 95    | 0     |
| 2009-2010             | Dijon FCO             | Ligue 2               | 33          | 0           | 3                     | 0                     | -                              | -                              | -                              | 36    | 0     |
| Sous-total            | Sous-total            | Sous-total            | 33          | 0           | 3                     | 0                     | -                              | -                              | -                              | 36    | 0     |
| 2010-2011             | Angers SCO            | Ligue 2               | 27          | 0           | 7                     | 0                     | -                              | -                              | -                              | 34    | 0     |
| 2011-2012             | Angers SCO            | Ligue 2               | 34          | 0           | 3                     | 0                     | -                              | -                              | -                              | 37    | 0     |
| 2012-2013             | Angers SCO            | Ligue 2               | 37          | 0           | 2                     | 0                     | -                              | -                              | -                              | 39    | 0     |
| 2013-2014             | Angers SCO            | Ligue 2               | 32          | 0           | 4                     | 0                     | -                              | -                              | -                              | 36    | 0     |
| Sous-total            | Sous-total            | Sous-total            | 130         | 0           | 16                    | 0                     | -                              | -                              | -                              | 146   | 0     |
| Total sur la carrière | Total sur la carrière | Total sur la carrière | 427         | 0           | 53                    | 0                     | -                              | 9                              | 0                              | 489   | 0     |

## Palmarès
Il est vice-champion de France avec le Lille OSC en 2005. 
À titre individuel, il remporte le Trophée du meilleur gardien de Division 2 en 1999 et le trophée UNFP du Joueur du mois de Ligue 2 en janvier 2014.